# Schinus marchandii
Schinus marchandii är en sumakväxtart som beskrevs av Fred Alexander Barkley. Schinus marchandii ingår i släktet Schinus och familjen sumakväxter. Inga underarter finns listade i Catalogue of Life.